# Kirk Heidelberg
Kirk F. Heidelberg (* 1957) ist ein US-amerikanischer Football-Trainer.

## Leben
Kirk Heidelberg spielte bis 1976 American Football an der Woodward High School (US-Bundesstaat Ohio), dann am Heidelberg College in Tiffin (ebenfalls Ohio). Anschließend war er an der Morehead State University (Bundesstaat Kentucky) als Assistenztrainer (Linebacker/Special Teams/Athletiktrainer) tätig. 1981 und 1982 gehörte er zum Trainerstab der Whitmer High School in Toledo, war dann sowie als Football-Assistenztrainer an der Perrysburg High School beschäftigt. An der University of Toledo arbeitete Heidelberg von 1990 bis 1992 ebenfalls als Assistenztrainer der Footballmannschaft.
In der Saison 1995 war er Cheftrainer der Hamburg Blue Devils in der Football-Bundesliga und führte die Mannschaft ins Endspiel um die deutsche Meisterschaft. Er kehrte in die USA zurück und arbeitete 1996 als Assistenztrainer bei den Hochschulmannschaften der Tennessee State University, der Lehigh University sowie der University of Kansas. 1997 war er wieder für Hamburg tätig und zeichnete bei den Blauen Teufeln für die Koordinierung des Angriffs verantwortlich.
Von 1998 bis 2002  war er Cheftrainer der Cologne Crocodiles und führte die Kölner im Jahr 2000 zum deutschen Meistertitel. 1999 lernte er in Köln seine spätere Ehefrau kennen, 2000 kam der gemeinsame Sohn ebendort zur Welt.
Ab 2003 war er wieder für die Hamburg Blue Devils tätig: Zunächst war er als Offensivkoordinator unter Cheftrainer John Rosenberg vorgesehen, wurde dann aber Cheftrainer, als Rosenberg doch nicht an die Elbe zurückkehrte. Heidelberg führte die Hanseaten im Oktober 2003 zum Gewinn der deutschen Meisterschaft. Er blieb bis zum Ende des Spieljahres 2004 in Hamburg. In der Saison 2005 leitete Heidelberg die Saarland Hurricanes als Cheftrainer an.
Ab 2006 arbeitete er wieder in seinem Heimatland, den Vereinigten Staaten, und war Trainer an der Rockford Christian High School. In dieser Zeit gehörte er teils auch zum Stab der US-Nationalmannschaft der U19 und war dort für die Koordinierung des Angriffsspiels zuständig. Im November 2010 unterschrieb er einen Zweijahresvertrag als Cheftrainer der Braunschweig Lions, im Januar 2011 sagte er den Niedersachsen aus persönlichen Gründen dann jedoch ab. Heidelberg arbeitete vorerst weiter an der Rockford Christian High School. Im Jahr 2013 weilte er als Gasttrainer bei der kanadischen CFL-Mannschaft Toronto Argonauts.
Ab April  2015 war er wieder bei den Cologne Crocodiles beschäftigt, nachdem Cheftrainer David Odenthal den Posten aus persönlichen Gründen abgegeben hatte. Heidelberg sprang ein und übernahm das Traineramt. Zur Saison 2014 trat Heidelberg das Cheftraineramt bei den Düsseldorf Panthern an. Im Juni 2014 kam es zur Trennung: Nach fünf Niederlagen in Folge bat Heidelberg die in jener Saison finanziell schmal aufgestellten Rheinländer um die Auflösung des Vertrages. Dieser Bitte kam der Verein nach.
2017 wurde Heidelberg Cheftrainer der Waite High School in Ohio. Dort blieb er ein Jahr im Amt.
Zur Saison 2018 nahm Heidelberg, der mittlerweile hauptberuflich für ein Sicherheitsunternehmen in Köln arbeitete, den Posten des Offensivkoordinators bei den Hamburg Huskies an. Er entschied, zwischen dem Rheinland und Hamburg zu pendeln. Im August 2018 rückte er ins Amt des Cheftrainers, nachdem sich Timothy Speckman entschlossen hatte, sich auf seine Aufgaben als Sportlicher Leiter zu konzentrieren. Heidelberg, der auch unter dem Spitznamen „Captain Kirk“ bekannt ist, konnte den Abstieg der Hamburger aus der ersten Liga aber nicht verhindern.
Im Jahr 2021 übernahm er das Amt des Cheftrainers der Cologne Centurions, einer in Köln beheimateten Mannschaft der im gleichen Jahr gegründeten European League of Football. Heidelberg wurde im Dezember 2021 als neuer Angriffskoordinator des Kölner ELF-Konkurrenten Hamburg Sea Devils vermeldet. Im Juni 2022 trennte sich Heidelberg aus gesundheitlichen Gründen von den Hamburgern.
Im November 2022 wurde Heidelberg als Mitglied des Trainerstabs der niederländischen Nationalmannschaft vorgestellt, übernahm bei der Auswahl das Amt des Angriffskoordinators.
Mit Bennie Anderson (Baltimore Ravens), Jerry Evans (Denver Broncos), Vince Marrow (Buffalo Bills) sowie dem Deutschen Peter Heyer (u. a. St. Louis Rams) hat er mehrere Spieler betreut, die später den Sprung in die National Football League (NFL) schafften.